# Dichanthium panchganiense
Dichanthium panchganiense är en gräsart som beskrevs av Ethelbert Blatter och Mccann. Dichanthium panchganiense ingår i släktet Dichanthium och familjen gräs. Inga underarter finns listade i Catalogue of Life.